# Гвоздєви
Гвоздєви — російський дворянський рід.
Родоначальник їх, Арефій Гвоздєв, жив у 2-ій половині XVI ст. Його сини Єрмолай та Іван брали участь у московському облоговому сидінні 1606 р. і за цю службу подаровані вотчинами у Рязанському повіті (1613). Рід Гвоздєвих внесений у VI частину родовідної книги Курської і Московської губерній і у II частину родовідної книги Тверської губернії.
Герб роду Гвоздєвих внесений у Частину 2 Загального гербовника дворянських родів Всеросійської імперії, стр. 93.
В щиті, що має блакитне поле, зображена срібна фортеця, з якої водно руку в обладунках, яка тримає саблю. Щит увінчаний звичайним дворянським шоломом з дворянською на ньому короною з трьома страусиними пір'їнами. Намет на щиті блакитний, підложений сріблом.